# 曾广昌
曾广昌（1915年2月—2020年11月3日），男，江西兴国人，中国老红军。

## 生平
1915年2月生于江西省兴国县崇贤乡太平村。幼年参加儿童团，在列宁小学读书。1932年参加中国工农红军，在宁都青塘红军第二后方医院做看护生，随后入读瑞金红军卫校第六期医科。1934年随红一军团2师4团长征。1935年秋，曾广昌在过草地时右腿受的伤发生溃烂，高烧昏迷而被安顿在宁夏固原的一户人家养病。1936年底辗转归队，并加入中国共产党。1937年后，历任八路军120师359旅718团医生、延安留守兵团野战医院医生、乌丹军分区卫生处卫生处长。1950年起任第11纵144师、161师卫生部部长。1951年3月任中央军委公安后勤卫生部医政科科长，1957年任军委公安121疗养院院长，1962年4月任济南军区第6野战医院副院长，1968年12月离休。从济南军区调回江西吉安养老。
1955年被授予中校军衔，1959年晋升上校军衔。
2007年12月，时任中共中央政治局委员、中央书记处书记、中央组织部部长李源潮到曾广昌的家中慰问。2009年春节前夕，胡锦涛在井冈山接见了曾广昌。2019年11月，时任中共中央政治局常委、中央政法委书记周永康在吉安军分区干休所看望曾广昌。
2020年11月3日在吉安市逝世。

## 荣誉
- 三级八一勋章（1955年）
- 三级独立自由勋章（1955年）
- 三级解放勋章（1955年）
- 二级红星功勋荣誉章（1988年）
- 庆祝中华人民共和国成立70周年纪念章（2019年）